# Cornelis Quint

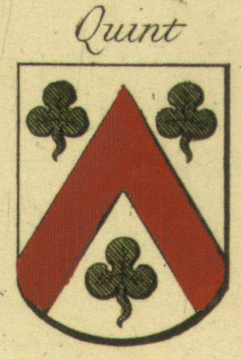
Familiewapen Familie Quint

Cornelis Quint (gedoopt 17 oktober 1666 - Utrecht, 28 december 1743) was burgemeester van Utrecht.

## Persoonlijke details
Quint was de zoon van Johannes Quint en Alette van Veldhuizen. In zijn jeugd woont hij met zijn ouders en zijn oudere zus Cornelia op de zuidzijde van de Ganzenmarkt in Utrecht. Voor zijn studie gaat hij naar Leiden.
Hij trouwt op 20 augustus 1693 in Houten met Catharina de Lantman: van hun vier kinderen bereikt alleen Thadeus Francois de volwassen leeftijd. Na zijn overlijden in 1743 wordt hij bijgezet in het familiegraf in de Buurkerk. 

## Politieke carrière
Quint kwam uit een familie van regenten, een prinsgezinde en Voetiaanse familie.  Zijn grootvader (de goudsmid Cornelis Quint) was raad in de vroedschap en kerkelijk gezien Voetiaans. Zijn vader was (adjunct-)secretaris der politie; als ouderling behoorde hij tot de kring van predikant Jodocus van Lodenstein. Zijn oom, Hendrik Quint, was een van der ondertekenaars van het burgerrekwest van 1674 en werd mede daardoor door Willem III tot raad in de Vroedschap benoemd. Een sterke invloed zal ook uitgeoefend zijn door zijn oom Diederik van Veldhuyzen, die door zich prinsgezind te profileren in 1685 werd opgenomen als lid van de Staten in Utrecht.
Quint zelf wordt in 1692 benoemd tot schepen in Utrecht. Vanaf oktober 1694 was hij raad in de Vroedschap, en in 1702 wordt deze functie ad vitam (voor het leven). In 1703 wordt hij voor het eerst verkozen tot burgemeester van Utrecht. Tot aan zijn dood in 1743 mag hij in totaal zeven keer die functie vervullen, telkens voor een termijn van 2 jaar.
Tijdens de Spaanse Successieoorlog wijzigde Quint, onder invloed van zijn oom van Veldhuyzen, zijn alliantie en pleitte hij voor een spoedige vrede met Frankrijk (in die tijd waren er twee facties, classes, in de raad die elkaar in evenwicht hielden). Quint ging een (politieke) confrontatie niet uit de weg en had, alhoewel hij onder Utrechtse bevolking niet ongeliefd was, ook vijanden.

## Grafdicht
Na zijn overlijden wordt door zijn vrienden een grafdicht gepubliceerd (vertaald naar hedendaags Nederlands):

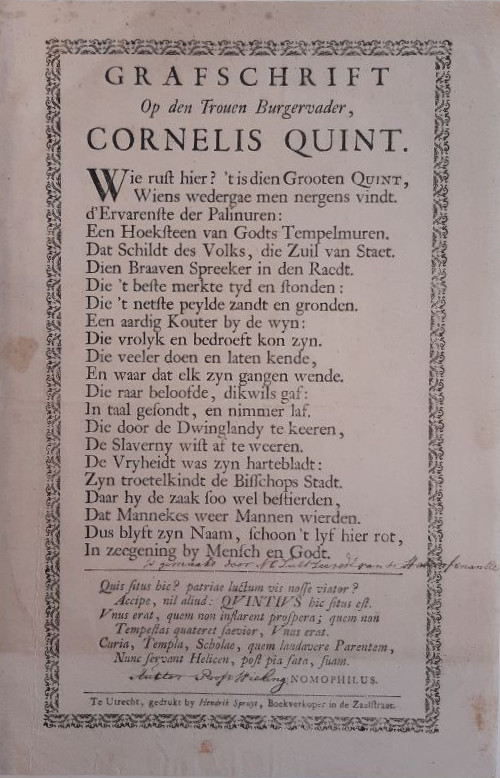

```
Grafschrift

Op de Trouwe Burgervader

Cornelis Quint

Wie rust hier? Het is die Grote Quint,
wiens gelijke men nergens vindt.
De meest ervaren van de sturen:
Een hoeksteen van Gods Tempelmuren.
Dat schild van het volk, de Zuil van de Staat:
Die goeie spreker in de raad.
Die goed de tijd en situatie las:
Die snapte hoe het in de stad was.
Een aardig vent voor bij de wijn:
Die vrolijk en bedroefd kon zijn.
Die iedereen in zijn waarde liet.
Die weinig beloofde, maar veel gaf:
In taal gezond en nummer laf.
Die door een Dwingeland te keren
De slavernij wist af te weren
De vrijheid was zijn harteblad:
Zijn troetelkind de bisschopsstad
Waar zij de zaak zo kon bestieren
dat mannekes weer mannen wieren.
Dus blijft zijn naam, ondanks zijn lijf hier rot,
In zegening bij Mens en God.

```

## Later
Na het overlijden van Quint neemt zoon Thadeus de zetel in de vroedschap over. Als een van de jongste leden van het vroedschap neemt deze dan ook het hoofdmanschap van een vaandel op zich, het Papenvaandel. Wanneer hij in 1754 overlijdt, is hij de laatste telg van deze tak van de familie Quint, en wordt eveneens bijgezet in het familiegraf in de Buurkerk. 